# Kofun de Matsuokayama
Le kofun de Matsuokayama (松岳山古墳) est un kofun en forme de trou de serrure de la période Kofun, situé dans le quartier Kokubu-ichiba de la ville de Kashiwara, dans la préfecture d'Osaka, dans la région du Kansai au Japon. Le tumulus a été inscrit comme site historique national du Japon en 1922. Le tumulus est le plus grand du groupe Matsudakeyama Kofun (松岳山古墳群), lieu de nombreuses découvertes archéologiques importantes.

## Situation
Le kofun de Matsuokayama (zenpō-kōen-fun (前方後円墳)) est situé à une altitude de 60 mètres, le point culminant des collines sur la rive sud de la rivière Yamato, à son entrée dans la plaine d'Osaka, dans la partie orientale de la préfecture d'Osaka, dans le parc d'un sanctuaire shinto, le Kokubu Jinja.

## Description
Le kofun de Matsuokayama est en forme de trou de serrure. Le tumulus a une longueur totale comprise entre 130 et 155 mètres, avec une portion circulaire de 72 mètres de diamètre, et il est orienté à l'est. Il a été construit en empilant des plaques fines de pierre. Le monticule, à l'origine, avait trois ou quatre niveaux dans sa partie circulaire et deux niveaux dans sa partie rectangulaire, et il portait à la fois des fukiishi et des rangées cylindriques ovales de haniwa. La couche de couverture s'est érodée, et a laissé le sarcophage exposé et les dalles de pierre utilisées dans la chambre funéraire ont été dispersées. Le sarcophage est un assemblage de six pierres, une pour le couvercle, une pour la base et quatre pierres latérales.

## Historique
En 1877, on a trouvé des miroirs en bronze sur le site et une partie de la maçonnerie en pierre a été retirée du site en 1915, mais l'emplacement d'origine de ces artéfacts est inconnu. Des fouilles archéologiques ont été menées en 1955 et de 1984 à 1986. Malgré les mauvaises conditions du site, un certain nombre d'objets funéraires ont été trouvés à l'intérieur et à l'extérieur du sarcophage, notamment des magatama en jadéite et de la jadéite, du jaspe, des perles de verre, des épées en cuivre, des épées en fer, des lances, des haches et d'autres objets. L'analyse de ces artéfacts et la technique de construction ainsi que le style inhabituel des haniwa permettent de dater le tumulus de la fin du IVe siècle.

## Conservation
La plupart des artéfacts collectés sont actuellement entreposés à l'université de Kyoto, mais trois haniwa cylindriques elliptiques et deux poteries ont été désignés comme biens culturels tangibles de la ville de Kashiwara et sont exposés au musée historique de la ville.

## Accès
Le kofun de Matsuokayama est situé près de la gare de Kawachi-Kokubu, sur la ligne Kintetsu Osaka.

## Galerie

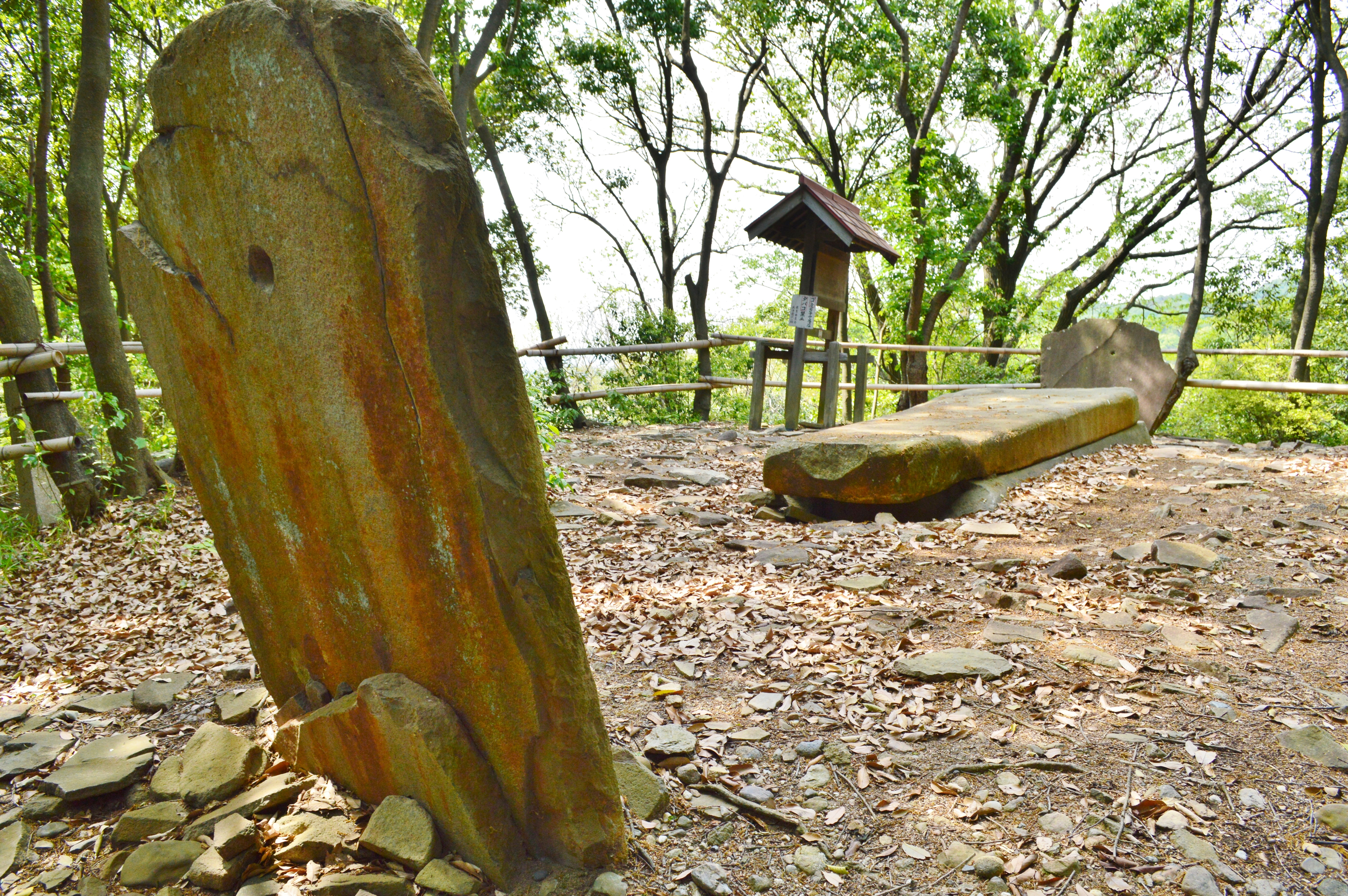
Sommet du tumulus.
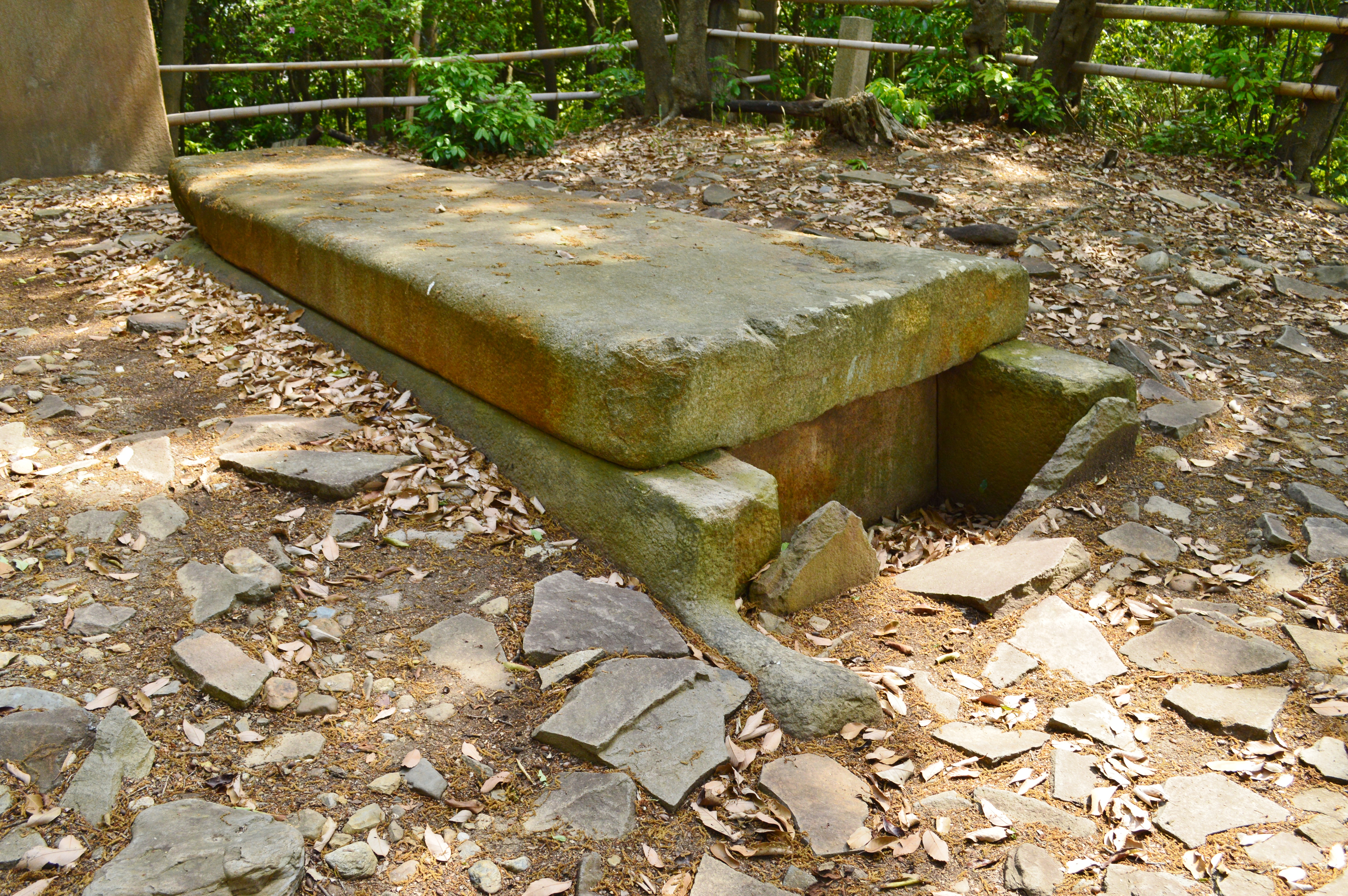
Sarcophage.
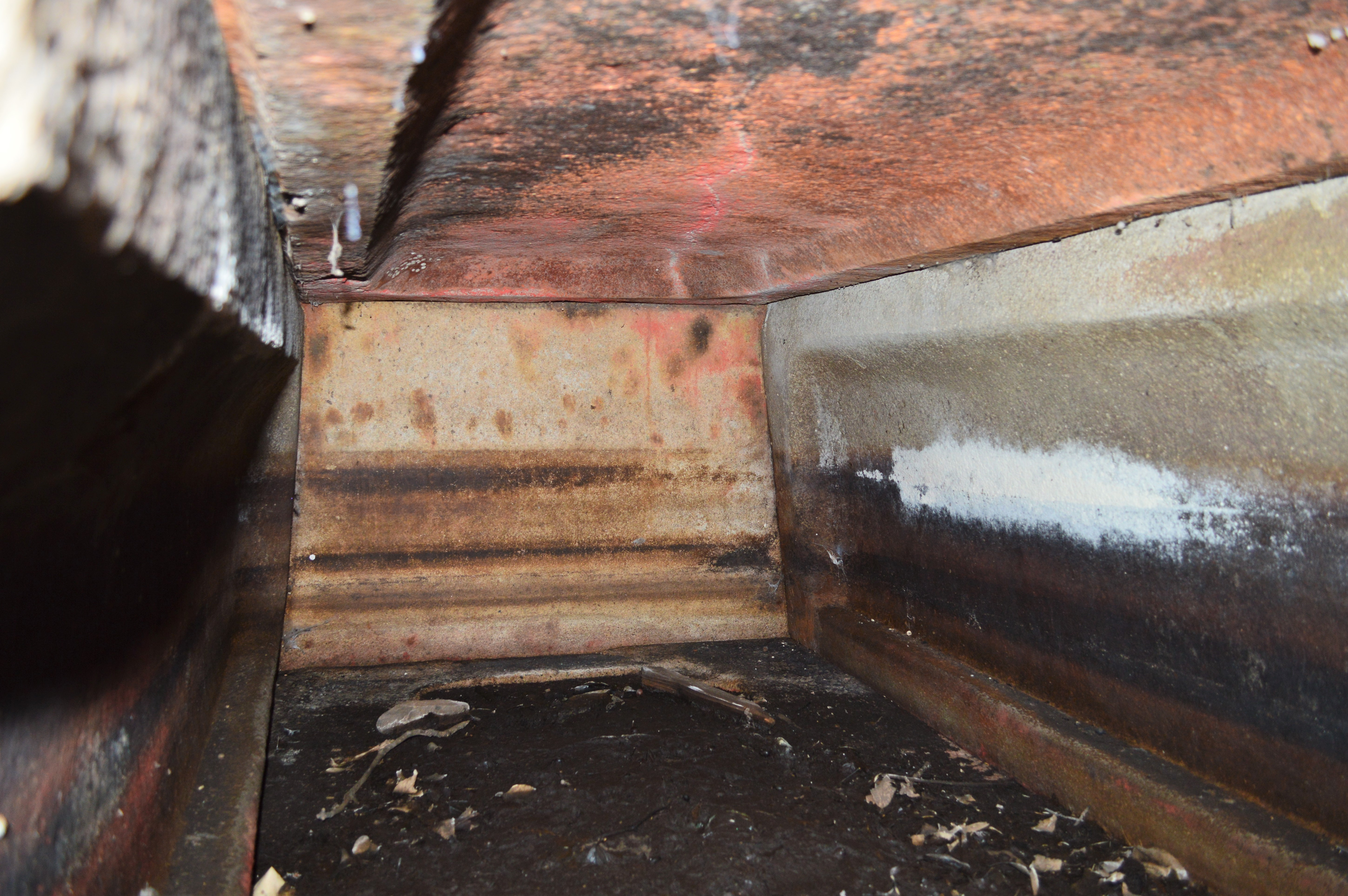
À l'intérieur de la chambre funéraire.
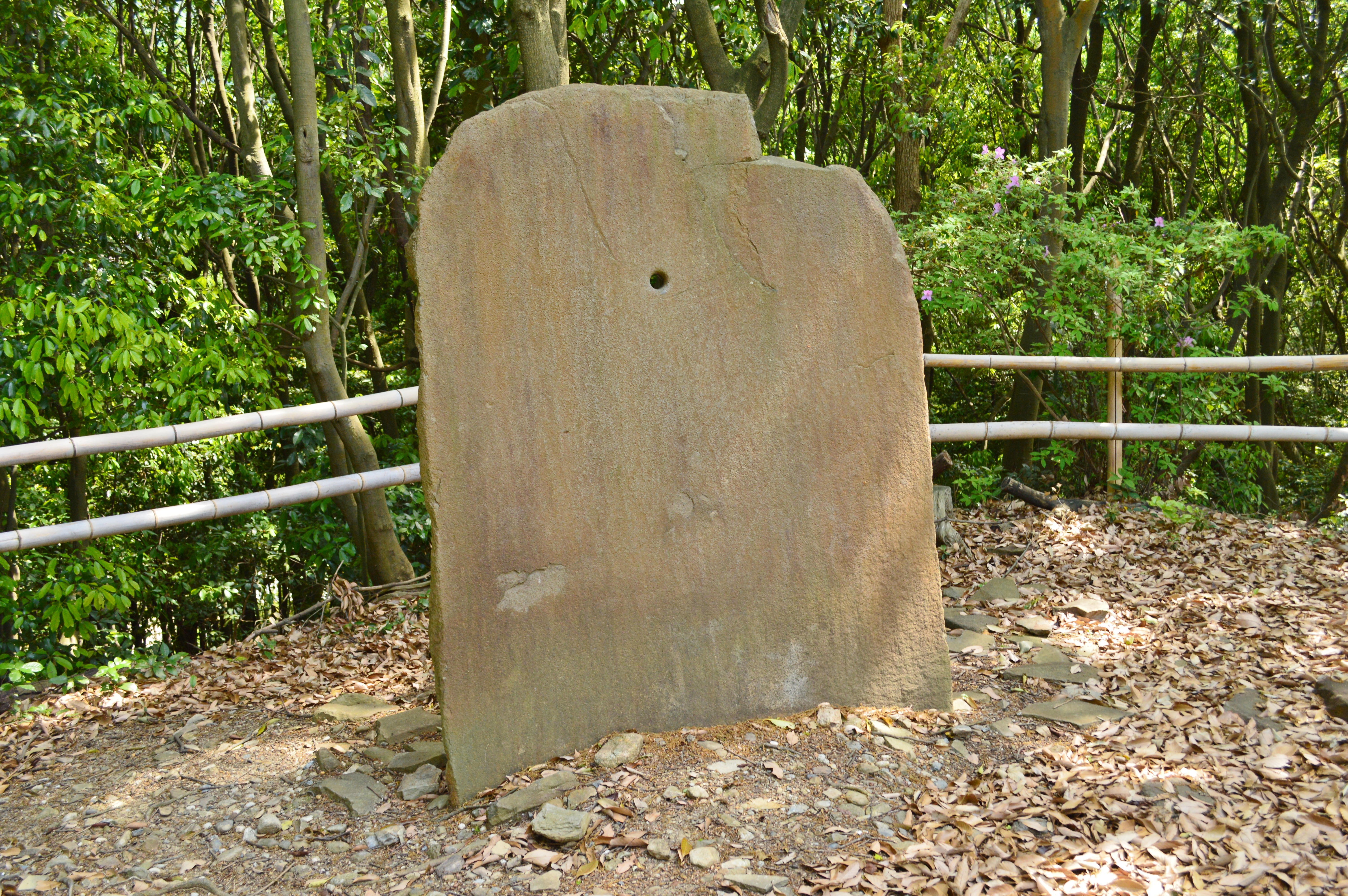
Monolithe au sud.
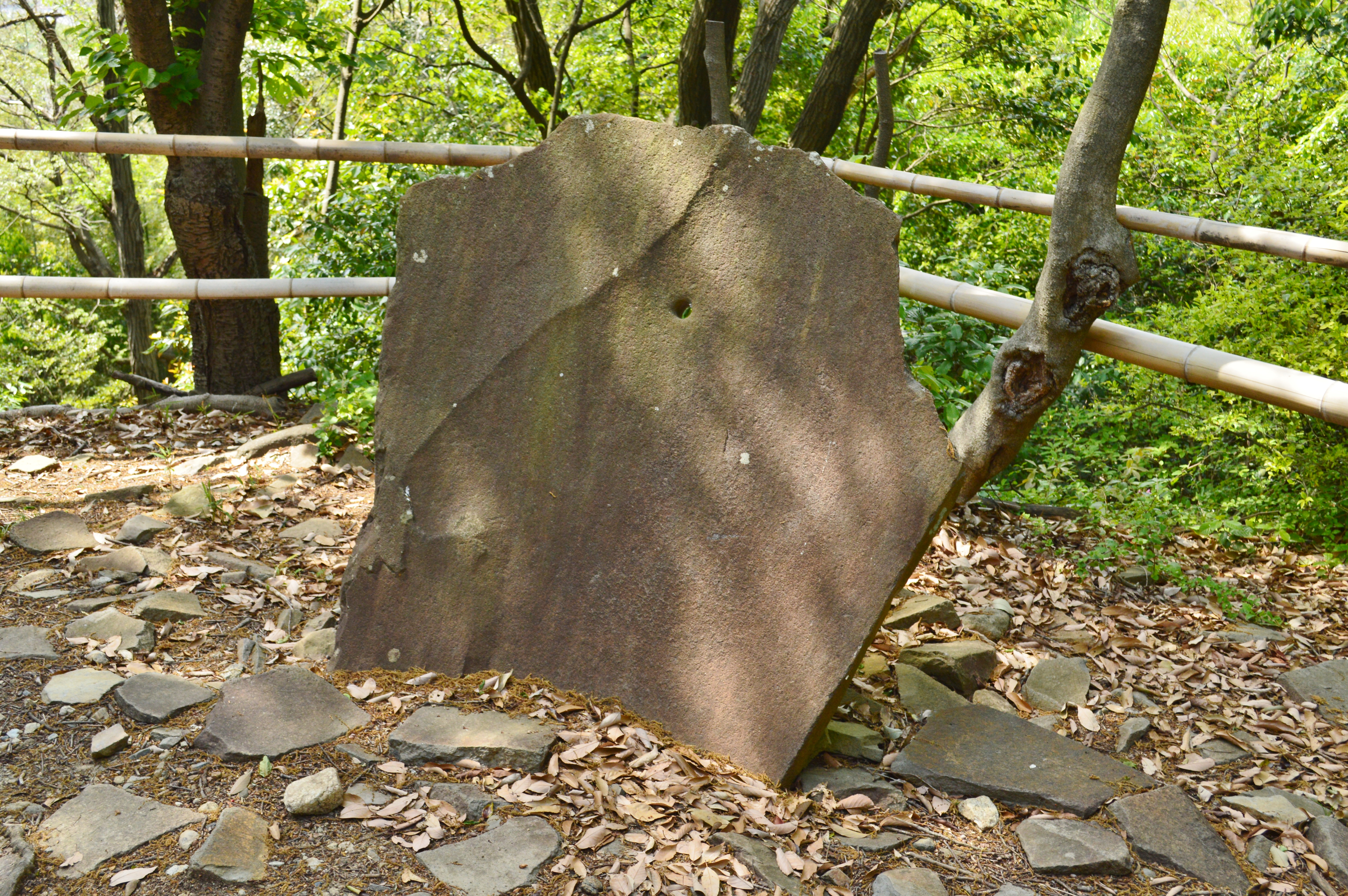
Monolithe au nord.
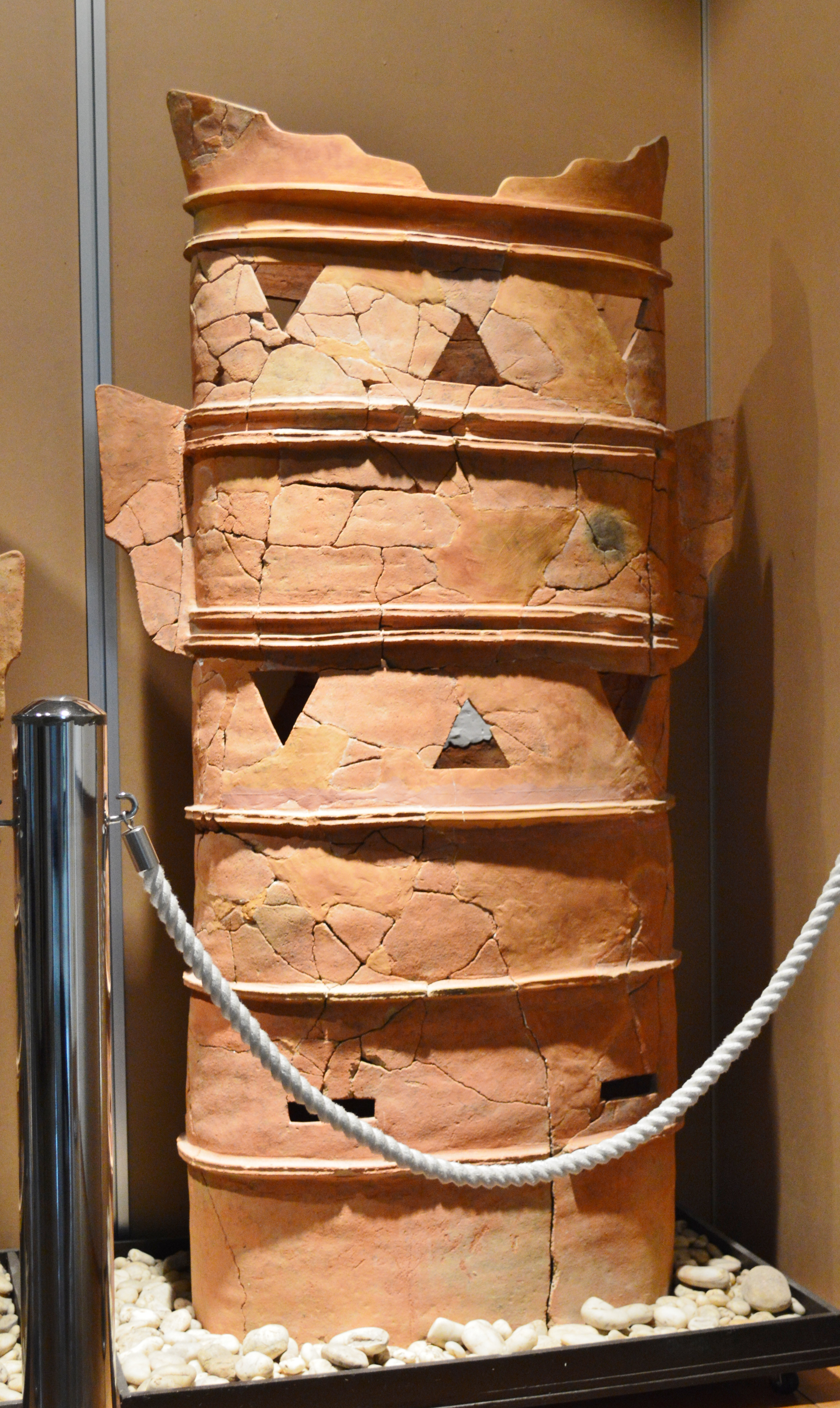
Haniwa.